# Paragus serratus
Paragus serratus là một loài ruồi trong họ Ruồi giả ong (Syrphidae). Loài này được Fabricius mô tả khoa học đầu tiên năm 1805. Paragus serratus phân bố ở miền Đông phương